# 1990 SV12
1990 SV12 är en asteroid i huvudbältet som upptäcktes den 21 september 1990 av den belgiske astronomen Henri Debehogne vid La Silla-observatoriet.
Asteroiden har en diameter på ungefär 11 kilometer och den tillhör asteroidgruppen Themis.